# Martin XB-27
El Martin XB-27 (Martin Model 182) fue un avión propuesto por la Glenn L. Martin Company para cubrir una fuerte necesidad del Cuerpo Aéreo del Ejército de los Estados Unidos de un bombardero medio de alta cota. 

## Diseño y desarrollo
Su diseño estaba basado aproximadamente en el propio B-26 Marauder de Martin. Debía estar propulsado por dos motores radiales turbosobrealimentados Pratt & Whitney R-2800-9 refrigerados por aire y presentaría una cabina presurizada. La tripulación sería de siete hombres, y tendría una velocidad máxima estimada de 605,11 km/h. El XB-27 se quedó en el papel, y no se construyeron prototipos.

## Especificaciones técnicas

### Características generales
- Tripulación: 7
- Longitud: 18,5 m (60,7 ft)
- Envergadura: 25,6 m (84 ft)
- Altura: 6,1 m (20 ft)
- Peso cargado: 15 000 kg (33 060 lb)
- Planta motriz: 2× motor radial de 18 cilindros en dos filas refrigerado por aire Pratt & Whitney R-2800-9.
  - Potencia: 1500 kW (2068 HP; 2040 CV) cada uno.

### Rendimiento
- Velocidad máxima operativa (Vno): 450 km/h (280 MPH; 243 kt)
- Alcance: 4600 km (2484 nmi; 2858 mi)
- Techo de vuelo: 10 200 m (33 465 ft)
- Potencia/peso: 200 W/kg (0,12 hp/lb)

### Armamento
- Ametralladoras: 

  - 3 de 7,62 mm
  - 1 de 12,7 mm
- Bombas: 1800 kg

## Aeronaves relacionadas

### Desarrollos relacionados
- Martin B-26 Marauder
- Martin XB-33 Super Marauder

### Aeronaves similares
- North American XB-28 Dragon

### Secuencias de designación
- Secuencia Numérica (interna de Martin): ← 167 - 170 - 179 - 182 - 187 - 189 - 190 →
- Secuencia B-_ (Bombarderos del USAAC/USAAF/USAF, 1926-62): ← B-24 - B-25 - B-26 - B-27 - B-28 - B-29 - B-30 →